# Momères
 Momères  es una comuna y población de Francia, en la región de Mediodía-Pirineos, departamento de Altos Pirineos, en el distrito de Tarbes y cantón de Laloubère.
Su población en el censo de 1999 era de 589 habitantes. Forma parte de la aglomeración urbana de Tarbes.
Está integrada en la Communauté de communes Gespe Adour Alaric.

## Monumentos

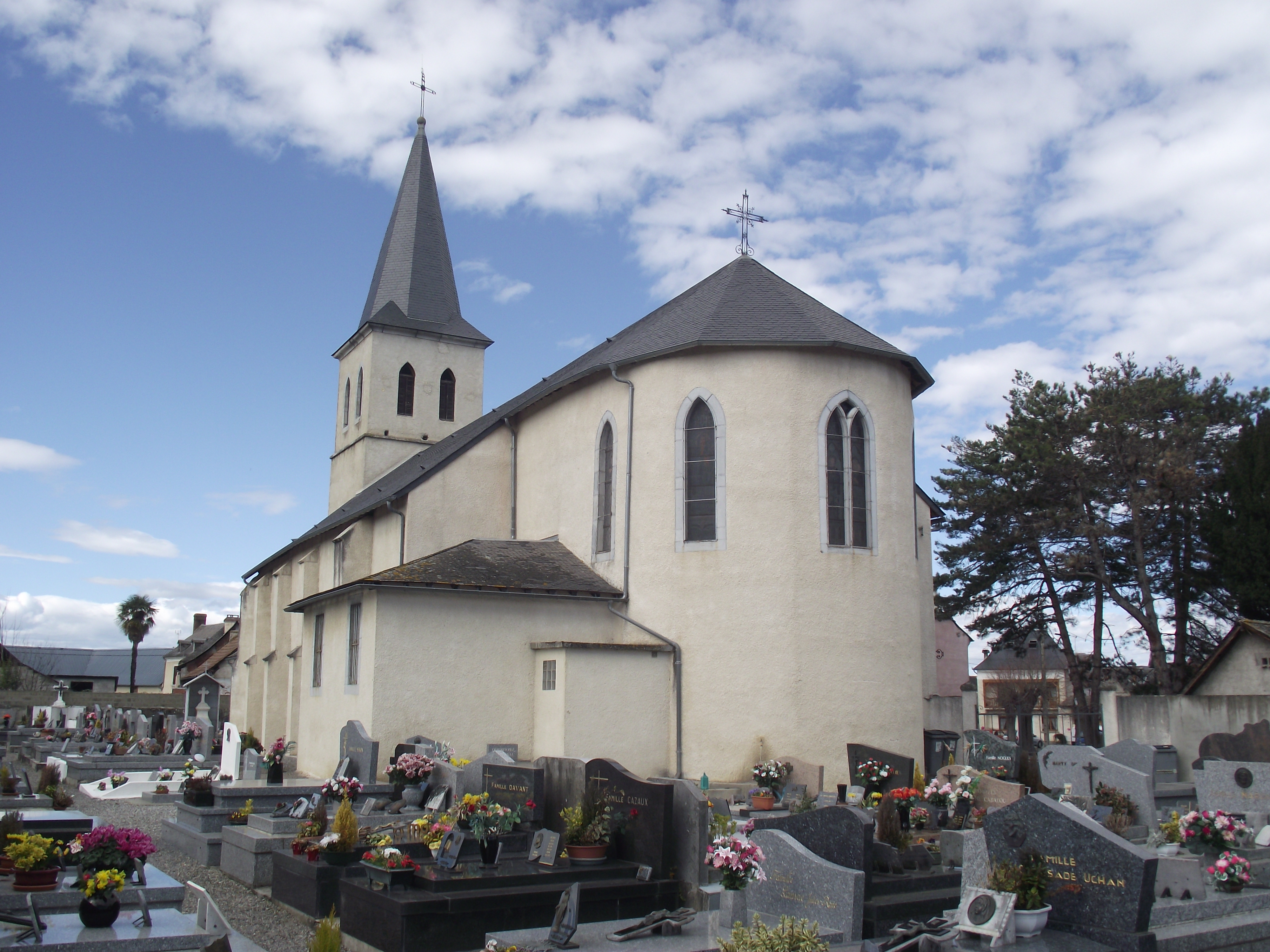
Iglesia de San Cristóbal de Momères (siglos).

## Demografía
| 392 | 471 | 510 | 517 | 535 | 589 |
| Para los censos de 1962 a 1999 la población legal corresponde a la población sin duplicidades (Fuente: INSEE [Consultar]) |     |     |     |     |     |